# 阿爾莫區
阿爾莫區是索馬利亞的一個區，由該國東北方的巴里州管轄，位於博薩索南方約100公里。
阿爾莫區成立於1995年，並於2003年獲得官方地位，是邦特蘭地區增長最快的行政區之一，擁有3000多名居民。該地是當地的旅遊中心，特別是在炎熱的夏季。另外，它還是阿爾莫區警察學院的所在地，該學院負責培訓來自不同地區的索馬利亞警察學員。該機構於2005年12月20日開業。